# Alpenmilch Salzburg
Die Alpenmilch Salzburg Ges.m.b.H. war bis 2013 der fünftgrößte Milchverarbeitungsbetrieb in Österreich mit Firmensitz und Produktion in Salzburg-Itzling.

## Geschichte
Die Alpenmilch Salzburg wurde 1993 als operative Gesellschaft der beiden Besitzgesellschaften Milchhof Salzburg reg. Gen.m.b.H. (72 % Anteil) und Tauernmilch Bischofshofen reg. Gen.m.b.H. (28 % Anteil) gegründet. Die Wurzeln der beiden Gesellschafter reichen bis in die 1930er Jahre zurück.
Am 1. Juli 2013 wurde die Käsehof GmbH als übertragende Gesellschaft in die Alpenmilch Salzburg Ges.m.b.H. als aufnehmende Gesellschaft verschmolzen. Gleichzeitig wurde die Alpenmilch Salzburg Ges.m.b.H. in Salzburg Milch GmbH umbenannt (Schreibung als Wortmarke SalzburgMilch). Es handelte sich dabei um eine Gesamtrechtsnachfolge, bei der alle Verträge automatisch auf die neue Gesellschaft übergingen.

### Milchhof Salzburg
Milchhof Salzburg wurde im Jahr 1931 gegründet und hatte zunächst die Versorgung der Stadt Salzburg mit Milchprodukten als Aufgabe. Nach dem Ende des Zweiten Weltkrieges wurde die Molkerei auf dem heutigen Standort in Salzburg-Itzling gebaut und in den 1960er und 1970er Jahren laufend erweitert.

### Tauernmilch Bischofshofen
Die Tauernmilch Bischofshofen wurde 1974 von der Lungauer Molkereigenossenschaft und der Pongauer Molkereigenossenschaft gegründet. Die Tagesanlieferung an Milch hatte zuletzt 35 Millionen Kilogramm betragen, mit dem Zusammenschluss wurde sukzessive die Produktion stillgelegt und nach Salzburg verlagert, und auf Vorort-Betreuung der Anlieferer im Pongau und Lungau umgestellt.

### Alpenmilch
Aus marktwirtschaftlichen Erwägungen entschlossen sich beide Genossenschaften zur Gründung der Alpenmilch Salzburg Ges.m.b.H. im Jahre 1993, die Geschäftstätigkeit wurde im Jahre 1994 aufgenommen. Hauptaugenmerk lag zunächst auf der Schaffung von effizienteren Produktionsbedingungen. Dies hatte zur Folge, dass zwei Betriebsstätten geschlossen wurden, produziert wird derzeit nur noch in Salzburg.
1999 fiel die Entscheidung, mit der Firma Meggle AG im bayerischen Wasserburg am Inn einen dritten Gesellschafter aufzunehmen. Von ursprünglich 26 % erhöhte die Meggle AG 2002 ihre Geschäftsanteile auf 33 % und 2008 schließlich auf 49 %.
Im Zuge von Modernisierungsmaßnahmen wurde 2008 ein vollautomatisiertes Hochregallager mit rund 7000 Paletten-Stellplätzen errichtet.
Im Jahr 2010 beschloss man, in den Käsehof Salzburg zu investieren, und es kam zu einer Beteiligung daran von 51 %. Damit zählen Alpenmilch Salzburg und Käsehof gemeinsam zu den größten Verarbeitern von Biomilch in Österreich. Es ist hinsichtlich einer weiteren Expansion am Markt geplant, in Lamprechtshausen einen gemeinsam operierenden Standort für die Erzeugung von Milch, Sauermilchprodukten, Jogurt und Milchmischgetränken zu schaffen.

## Unternehmensprofil

### Kennzahlen
(Stand Ende 2009)
Die Alpenmilch Salzburg beschäftigte 2009 175 Mitarbeiter. Mit einem Umsatz von 102 Mio. Euro im Jahr 2009 steht die Alpenmilch Salzburg an fünfter Stelle der österreichischen Molkereibetriebe. Der Umsatz wird zu je etwa einem Drittel in der Region Salzburg, in den anderen österreichischen Bundesländern und im Export vor allem nach Italien (17 %), Deutschland (15 %) und in das angrenzende Osteuropa erzielt. Derzeit liefern jährlich rund 2.500 Landwirte aus dem Bundesland Salzburg, dem oberösterreichischen Innviertel sowie aus dem Salzkammergut 152 Mio. Liter Milch zur Verarbeitung an, davon 40 Mio. Liter Biomilch. Seit Ende 2009 wird von der Alpenmilch Salzburg ausschließlich kontrolliert gentechnikfreie Milch verarbeitet.

### Produkte und Marken
Alpenmilch Salzburg stellt rund 320 verschiedene Artikel der „weißen Linie“ (Milch-, Joghurt- und Topfenprodukte), der „gelben Line“ (Käseprodukte) und der „bunten Linie“ (Mischprodukte) her. Dazu gehören auch Bio-Produkte und länger haltbare Produkte (H-Milch, ESL-Milch). Die bekannteste Marke ist „SalzburgerLand – Das Milchparadies“, die 1994 in Kooperation mit der Landestourismusorganisation SalzburgerLand Tourismus Gesellschaft entstanden ist. Die Wortbildmarke lehnt sich in Wortwahl und Aussehen an das schon zuvor bestandene Produktlogo der bayrischen Milchwerke Berchtesgadener Land Chiemgau „Berchtesgadener Land“ an, das schon 1988 eingeführt wurde.

## Logistikzentrum Itzling

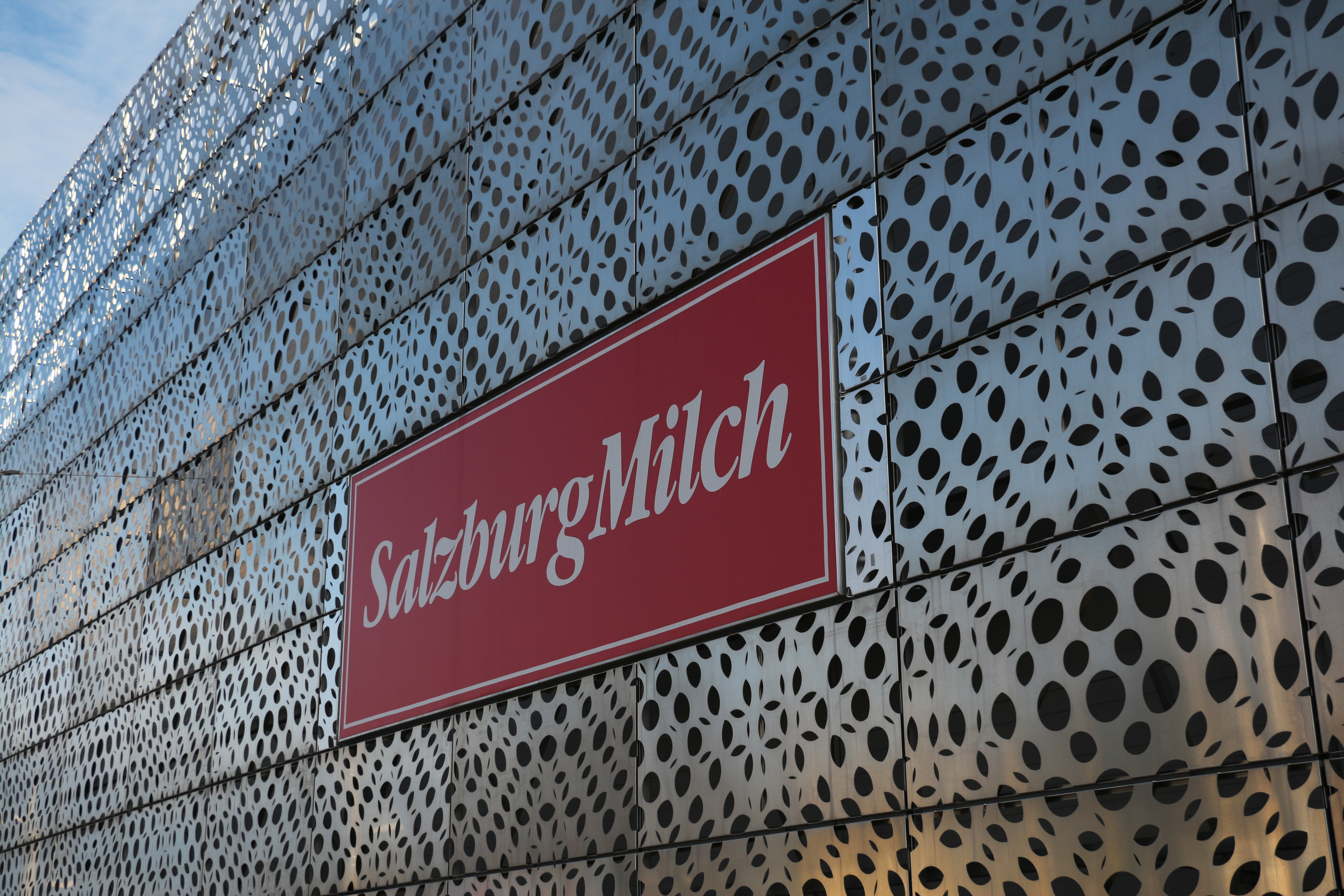
Gebäudefassade der Salzburg Milch mit dem seit 2013 aktuellen Produkt-Logo

Durch die städteplanerische Neuordnung des Südwestens von Itzling Mitte, bei der der Trassenverlauf der Schillerstraße verlegt und die Rosa-Kerschbaumer-Straße errichtet wurde, entstand eine Freifläche für Erweiterungen der Alpenmilch Salzburg (ehemalige Schillerstraße, dort jetzt Milchstraße) und des Techno-Z Salzburg. Es wurde ein neues Logistikzentrum errichtet. Den Bau erstellten die Architektenteams gharakhanzadeh sandbichler architekten zt (Feria Gharakhanzadeh, Bruno Sandbichler) und SHIBUKAWA EDER Architects (Misa Shibukawa, Raphael Eder); Wettbewerb und Planung erfolgten 2005, die Ausführung 2007–08. Es ist ein minimalistischer, langgestreckter viergeschoßiger Bau, im Zentrum vom Hallentrakt überhöht. Das Gebäude folgt leicht geschwungen der Rosa-Kerschbaumer-Straße und soll entsprechend wie eine Schutzwand vor dem Milchhof-Areal die nahen Wohnräume der Austraßensiedlung, das Musische Gymnasium und einen Sportplatz von Lärm- und Geruchsbeeinträchtigungen aus der Produktion abschirmen. Die Fassade ist verglast und partiell mit durchbrochener Aluminiumverplattung abgehängt. Diese sollen nach Konzept „Signale der Aufgeschlossenheit und Transparenz“ vermitteln und verbergen mit ihrer Leichtigkeit und ihren Lichtspielen gleichzeitig die „enorme Dimension des Gebäudes“ (Länge 140 m, bebaute Fläche 3.523 m², umbauter Raum 57.293 m³).
Hinter dem Repräsentationsbau liegen Produktionshalle und Bürogebäude, dahinter die ÖBB-Postbus-Zentrale sowie nördlich und südlich Wohngebiet.

## Nachweise
- Alpenmilch Salzburg. In: Salzburger Nachrichten: Salzburgwiki.
- Alpenmilch Salzburg wächst weiter, Der Standard, 10. Mai 2007
- Alpenmilch will drittgrößte Molkerei werden, ORF, 24. Februar 2006
- Forum -Architektur- und Bauforum: wettbewerbe architekturjournal Heft 281/282, S. o.A; architektur.aktuell 10/2010, S. o.A
- Logistikzentrum Alpenmilch Salzburg, Eintrag in archtour-stadt-salzburg.at → gharakhanzadeh sandbichler architekten zt gmbh
- Logistikzentrum Alpenmilch Salzburg, Eintrag in nextroom.at

1. ↑  Milchhof Salzburg. In: Salzburger Nachrichten: Salzburgwiki.
2. ↑  Tauernmilch Bischofshofen. In: Salzburger Nachrichten: Salzburgwiki.
3. ↑  Vgl. molkerei-bgl.de (Seite nicht mehr abrufbar, festgestellt im August 2019. Suche in Webarchiven) (→ Klick auf ein Bild öffnet die Fotogalerie, siehe Bild 1988), abgerufen am 19. Februar 2013.
4. ↑  Zitate: Initiative Architektur Salzburg, 14. Oktober 2010, in nextroom.at und archtour-stadt-salzburg.

Koordinaten: 47° 49′ 12,7″ N, 13° 2′ 29,2″ O